# Traité de la Barrière (1713)
Pour les articles homonymes, voir Traité des Barrières.
Le traité de la Barrière est un traité particulier signé entre la Grande-Bretagne et les Provinces-Unies le 29 janvier 1713, quelques mois avant le traité d'Utrecht, par lequel Louis XIV accordait aux Provinces-Unies, comme barrière, les villes de Tournai, Ypres, Menin, Furnes, Warneton, Comines et le Fort de la Knocque.
Ce traité de 1713 annule le premier traité de la barrière de 1709 entre les deux mêmes États. 
Un troisième traité de la Barrière sera signé en 1715 entre l'Autriche, la Grande-Bretagne et les Provinces-Unies. Ce dernier sera même revu en 1718 à la demande de l'Autriche.

## Source
- F. Schoell, Histoire des traités, Tome 1, page 226